# Robert Radcliffe (1er comte de Sussex)
Robert Radcliffe (vers 1483 27 novembre 1542), également orthographié Radclyffe, Ratcliffe, Ratcliff, etc., est un courtisan et un soldat de premier plan sous les règnes d'Henri VII et d'Henri VIII qui est chambellan de l'Échiquier et Lord-grand-chambellan.

## Famille
Robert Radcliffe, né vers 1483, est le fils unique de John Radcliffe (1452-1496), 9e baron FitzWalter, et de Margaret Whetehill, veuve de Thomas Walden, gentleman, et fille de Robert Whetehill, écuyer, par sa femme Joan. Radcliffe a cinq sœurs, Mary, la femme de Sir Edward Darrell ; Brigitte ; Ursule ; Jane, une religieuse ; et Anne, épouse de Sir Walter Hobart.

## Carrière
En octobre 1495, le père de Robert Radcliffe est accusé de haute trahison pour confédération avec le prétendant Perkin Warbeck, et perd ses titres. Sa vie est épargnée et il est emprisonné à Guînes. Après avoir tenté en vain de s'échapper, il est décapité à Calais vers le 24 novembre 1496. La mère de Radcliffe vit encore le 6 juillet 1518. La date de sa mort est inconnue,..
Dans sa jeunesse, Radcliffe est au service du roi Henri VII et de son fils aîné et héritier, Arthur, prince de Galles, et est présent au mariage d'Arthur avec Catherine d'Aragon le 14 novembre 1501..
La mise hors la loi du père de Radcliffe est annulée par des lettres patentes datées du 3 novembre 1505, et plus tard par une loi du Parlement en 1509, par laquelle Radcliffe devient le baron FitzWalter. Le 23 juin 1509, il est fait chevalier du Bain, et le lendemain, il officie en tant que Lord Sewer au couronnement du roi Henri VIII. En 1515, il est à l'Abbaye de Westminster lorsque Thomas Wolsey reçoit son chapeau de cardinal,,,..

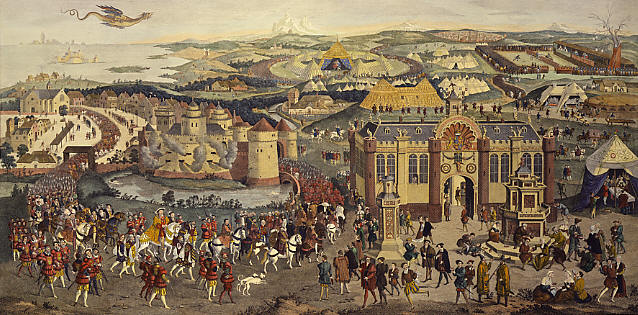
Camp du Drap d'Or, gravure de James Basire (1774)

Radcliffe sert dans l'avant-garde sous George Talbot (4e comte de Shrewsbury), lors de l'invasion de la France en 1513, et est aux sièges de Thérouanne et Tournai. En juin 1520, il assiste Henri VIII au Camp du Drap d'Or et lors de ses rencontres avec l'empereur Charles V en juillet 1520 et mai 1522. En 1521, il sert en mer comme amiral d'escadre et est capitaine en chef de l'avant-garde du comte de Surrey lorsque les forces anglaises débarquent à Morlaix le 1er juillet et font campagne en Picardie du 30 août au 14 octobre,,,..
Le 7 mai 1524, il est nommé chevalier de l'ordre de la Jarretière, et le 18 juillet 1525, à la création du fils illégitime d'Henri VIII, Henry FitzRoy, en tant que duc de Richmond, Radcliffe est créé vicomte Fitzwalter. D'autres distinctions et nominations suivent. Radcliffe est membre du Conseil privé avant le 2 février 1526, est créé comte de Sussex le 8 décembre 1529, nommé lieutenant de l'Ordre de la Jarretière le 7 mai 1531 et nommé chambellan de l'Échiquier à vie le 3 juin 1532,,,..
Archbold déclare que Sussex est pendant une longue période « dans des relations très confidentielles » avec Henri VIII, et est d'avis que c'est à la connaissance du roi que Sussex propose au Conseil privé le 6 juin 1536 que le roi fasse passer son fils illégitime, Henry FitzRoy, à la couronne devant la princesse Mary, fille du roi par Catherine d'Aragon. Sussex prend également pris le parti du roi sur la question du divorce. Il sert comme Lord Sewer au couronnement de la reine Anne Boleyn le 1er juin 1533, et le 2 décembre 1533 est parmi les commissaires qui prennent les demandes d'Henri VIII concernant le divorce à Catherine d'Aragon;Cokayne 1953, p. 518,..
Après le Pèlerinage de Grâce, Sussex est chargé, avec Edward Stanley (3e comte de Derby), de rétablir l'ordre dans le Lancashire, et en récompense de ses services, il reçoit le manoir de Cleeve dans le Somerset. Le 23 juin 1537, il obtient la réversion de la charge de Lord-intendant, bien que lorsque le titulaire en poste, George Talbot (4e comte de Shrewsbury), meurt l'année suivante, il est remplacé, non par Sussex, mais par le beau-frère du roi, Charles Brandon (1er duc de Suffolk). En 1539, Sussex est l'un des commissaires nommés pour défendre la Tamise et la côte de l'Essex,..
Le 3 janvier 1540, il assiste Henri VIII à la réception d'Anne de Clèves à Blackheath. Le 9 mars de la même année, il est nommé pour enquêter sur la situation à Calais, et après la disgrâce et le rappel en Angleterre d'Arthur Plantagenet, 1er vicomte de Lisle, a la charge de Calais du 17 avril jusqu'en juillet. Le 3 août 1540, on lui accorde une nomination à vie en tant que Lord-grand-chambellan,,..
Robert Radcliffe meurt le 27 novembre 1542.

## Mariages et descendance
Sussex se marie trois fois. D'abord peu après le 23 juillet 1505, à une cousine germaine de la mère d'Henri VIII, Elizabeth d'York, Elizabeth Stafford, fille aînée d'Henry Stafford (2e duc de Buckingham), et de Catherine Woodville, dont il a trois fils.:
- Henry Radclyffe (2e comte de Sussex) (1507-17 février 1557), père de Thomas Radclyffe (3e comte de Sussex), figure de proue de la cour de la reine Élisabeth Ire.
- Humphrey Radcliffe (v. 1508/9-13 août 1566) d'Elstow, Bedfordshire, qui épouse Isabel Harvey, fille et héritière d'Edmund Harvey d'Elstow et de Margaret Wentworth, dont il a deux fils, Thomas Radcliffe et Edward Radclyffe (6e comte de Sussex) et quatre filles, Mary Radclyffe, dame d'honneur de la reine Elizabeth, Frances Radcliffe, Elizabeth Radcliffe et Martha Radcliffe[12],[13].
- George Radcliffe, qui épouse Catherine Marney, la fille de John Marney, 2e baron Marney. Après la mort de Radcliffe, sa veuve épouse Thomas Poynings, 1er baron Poynings[12],[3].

Il se remarie le 1er septembre 1532, avec Margaret Stanley, la fille unique de Thomas Stanley (2e comte de Derby), et Anne Hastings, la fille d'Edward Hastings (2e baron Hastings), dont il a deux filles :
- Jane Radcliffe, qui épouse Anthony Browne (1er vicomte Montagu).
- Anne Radcliffe, qui épouse Thomas Wharton (2e baron Wharton).

Le 14 janvier 1537, il épouse Mary Arundell (en) (morte le 20 octobre 1557), fille de John Arundell (vers 1474-1545) de Lanherne St. Mawgan-in-Pyder, Cornwall, et de sa seconde épouse, Catherine Grenvile. Après la mort de Sussex le 27 novembre 1542, sa veuve Mary épouse, le 19 décembre 1545, en tant que seconde épouse, Henry FitzAlan (12e comte d'Arundel) (mort le 24 février 1580). Il n'y a pas de descendance de mariage,,,,,,.. Sussex a deux fils par Mary Arundell :
- un fils baptisé le 22 mars 1538 qui meurt en bas âge,
- John Radcliffe (1539-1568) (en) (bap. 31 décembre 1539-9 novembre 1568) de Cleeve, Somerset, fils cadet.